# Acácio
Acácio, właśc. Acácio Cordeiro Barreto (ur. 20 stycznia 1959 w Campos dos Goytacazes) – brazylijski piłkarz grający na pozycji bramkarza
Pierwszym jego klubem w karierze było Americano, w którym zadebiutował w 1968 roku. Następnie grał w takich klubach jak: Serrano, CR Vasco da Gama, portugalskie FC Tirsense i SC Beira-Mar oraz Madureira EC, w barwach którego zakończył karierę w 1995 roku. W swojej karierze zwyciężył z Vasco w Campeonato Carioca (1982, 1987, 1988) i w Campeonato Brasileiro Série A w 1989.
W reprezentacji Brazylii Acácio zadebiutował 15 marca 1989 roku w wygranym 1:0 towarzyskim meczu z Ekwadorem. W kadrze narodowej rozegrał łącznie 6 spotkań. Był w kadrze Brazylii na Mistrzostwa Świata we Włoszech oraz Copa América 1989, który Brazylia wygrała.